# Iercoșeni
Iercoșeni – wieś w Rumunii, w okręgu Arad, w gminie Șilindia. W 2011 roku liczyła 61 mieszkańców. 